# Dimitri Claeys
Dimitri Claeys (Sint-Amandsberg, Flandres, 18 de junho de 1987) é um ciclista belga, membro da equipa Cofidis.

## Palmarés
- 2013
- Omloop Het Nieuwsblad sub-23
- Tour da Mirabelle

- 2014
- Omloop Het Nieuwsblad sub-23
- Dwars door de Vlaamse Ardennen

- 2015
- Volta à Normandia, mais 1 etapa
  - 1 etapa do Tour da Croácia
- Troféu Internacional Jong Maar Moedig
- Grande Prêmio da Villa de Pérenchies

- 2016
  - 1 etapa do Tour de Valônia
- Grande Prêmio Jef Scherens

- 2018
- Quatro Dias de Dunquerque

- 2019
- Famenne Ardenne Classic[1]

## Resultados nas Grandes Voltas
Durante a sua carreira desportiva tem conseguido os seguintes postos nas Grandes Voltas.
| Carreira        | 2015 | 2016 | 2017  | 2018  | 2019 |
| --------------- | ---- | ---- | ----- | ----- | ---- |
| Giro d'Italia   | -    | -    | -     | -     | -    |
| Tour de France  | -    | -    | 163.º | 130.º | -    |
| Volta a Espanha | -    | -    | -     | -     | -    |

-: não participa 

Ab.: abandono 